# Conde de Arnoso
Conde de Arnoso foi um título nobiliárquico criado por decreto de 28 de setembro de 1895, do rei D. Carlos I de Portugal, a favor de Bernardo Pinheiro Correia de Melo, no dia do 32.º aniversário de nascimento do rei.
Usaram o título
1. Bernardo Pinheiro Correia de Melo (ver referências em Bibliotrónica Portuguesa)
2. João Maria Rodrigo Pinheiro da Figueira e Melo
3. Vicente de Paula Pinheiro de Melo

Após a implantação da República e o fim do sistema nobiliárquico, tornou-se pretendente ao título Maria José Pinheiro de Melo.